# IRES (biologie)

Structure de l'IRES situé dans la région 5’ non traduite du génome du virus de l'hépatite C. Le codon de démarrage est surligné en bleu

Les IRES, en biologie moléculaire (de l'anglais Internal ribosome entry site), sont des séquences qui, dans les cellules d'eucaryotes, permettent le démarrage de la traduction d'un ARN messager de manière interne. 
Le processus conventionnel de la traduction des ARN messagers d'eucaryotes repose sur un mécanisme de balayage par le ribosome à partir de la coiffe située à l'extrémité 5’, qui scrute l'ARNm jusqu'au premier codon de démarrage. Les IRES permettent le recrutement direct du ribosome au niveau de ce codon de démarrage, indépendamment de la présence de la coiffe et du mécanisme de balayage. Les IRES sont des régions structurées  de l'ARNm qui interagissent directement avec le ribosome ou avec les facteurs d'initiation de la traduction.
Les IRES sont utilisés en particulier par des virus pour détourner à leur profit la machinerie cellulaire de traduction, ou pour permettre la traduction de plusieurs cistrons à partir d'un seul ARNm. La traduction de la polyprotéine du virus de l'hépatite C, ou VHC, repose en particulier sur la présence d'un IRES dans la région 5' non-traduite du génome viral. 
Deux IRES ont également été identifiés dans l'ARNm pleine-longueur du virus de l'immunodéficience de type 1 (VIH-1) : un dans la région 5 non traduite (5'UTR) ainsi qu'un au début de la région codant Gag.